# Eisverstärkung
Eisverstärkung ist die durch die Klassifikationsinstitute vorgeschriebene Verstärkung des Rumpfes von Schiffen, die in eisgefährdeten Gewässern eingesetzt werden. Sie besteht darin, dass die Außenhaut im Bereich von oberhalb der Tiefladelinie bis unterhalb des Leertiefgangs dicker und manchmal aus Stahl höherer Festigkeit als in den anderen Außenhautbereichen ausgeführt ist. Außerdem sind in diesem Bereich die Spanten verstärkt und zusätzliche Verbände eingebaut. Schiffe mit Eisverstärkung werden in Eisklassen eingeteilt.